# House (filme de 1986)
House  (br A Casa do Espanto; pt House - Uma Casa Alucinante) é um filme norte-americano do gênero comédia de terror lançado em 1986, dirigido por Steve Miner e produzido por Sean S. Cunningham e Roger Corman.

## Sinopse
O escritor de histórias de horror Roger Cobb (William Katt) está em sérias dificuldades após o desaparecimento do seu filho Jimmy (Mark Silver) e o suicídio de sua tia Elizabeth (Susan French). Pretendendo descansar e escrever um novo livro, Roger decide passar as férias na casa que sua tia deixou de herança e na qual passou sua infância, lá estranhos acontecimentos fazem com que Roger enfrente os fantasmas de seu passado.

## Elenco
- William Katt como Roger Cobb
- George Wendt como Harold Gorton
- Richard Moll como Big Ben
- Kay Lenz como Sandy Sinclair
- Mary Stavin como Tanya
- Michael Ensign como Chet Parker
- Susan French como tia Elizabeth Hooper
- Erik and Mark Silver como Jimmy
- Peter Pitofsky como Sandywitch
- Felix Silla como Little Critter
- Elizabeth Barrington como Little Critter
- Jerry Maren como Little Critter
- Dino Andrade como Little Critter (Critter Voices)
- Mindy Sterling como mulher numa livraria

## Prêmios e indicações

### Prêmios
Festival de Cinema Fantástico de Avoriaz
- Prêmio da Crítica: 1986

### Indicações
Saturn Awards
- Melhor ator coadjuvante: Richard Moll - 1987
- Melhor atriz coadjuvante: Kay Lenz - 1987

 Fantasporto
- Melhor filme: 1989